# لیسا ماسون
لیسا ماسون (به انگلیسی: Lisa Mason) (زادهٔ ۲۶ فوریهٔ ۱۹۸۲ میلادی) ژیمناست اهل کشور بریتانیا است.